# Marcipalina melanoconia
Marcipalina melanoconia là một loài bướm đêm trong họ Erebidae.